# Avia B-534
O Avia B-534 foi um biplano checoslovaco produzido no entre-guerras da Primeira Guerra Mundial e Segunda Guerra Mundial.

## História
O B-534 foi o último caça biplano da Checoslováquia a entrar em operação, derivado do seu antecessor Avia B-34. Seu primeiro voo foi em 1933, o seu desenvolvimento foi feito sobre cinco variantes:
- B-534-I - Produzidos 47 com pares de metralhadoras de calibre 7,7mm na fuselagem e asa inferior.
- B-534-II - Produzidos 99 com quatro metralhadoras de 7,7mm na fuselagem.
- B-534-III - Produzidos 46 incluindo os pedidos da Grécia e Iugoslávia com rodas carenadas e aumento da entrada do compressor.
- B-534-IV - Produzidos 272 com cockpit fechado.
- Bk-534 - Produzidos 35 com metralhadora de 7,7mm que atirava através do eixo da hélice e provisão para a substituição por um canhão de 20mm.

Após a queda da Checoslováquia em 1939 alguns B-534 passaram para o novo governo que ali foi estabelecido, permaneceram em operação ate 1944. Um grande número foi usado pela Alemanha Nazi com treinadores avançados.